# Anton Wiegand
Philipp Anton Wiegand (* 3. August 1847 in Darmstadt; † 24. Januar 1925 in Heppenheim) war ein hessischer Gutsbesitzer und Politiker (Zentrum) und Abgeordneter der 2. Kammer der Landstände des Großherzogtums Hessen.
Anton Wiegand war der Sohn des Postbeamten Christian Wiegand und dessen Ehefrau Therese, geborene Schanzenpflug. Wiegand, der katholischen Glaubens war, heiratete Maria geborene Kessler. Er wurde 1867 Postgehilfe, 1879 Postsekretär, 1896 Postmeister in Zülpich und 1899 Postmeister in Heppenheim.
Von 1911 bis 1918 gehörte er der Zweiten Kammer der Landstände an. Er wurde für den Wahlbezirk Starkenburg 10/Heppenheim-Viernheim gewählt. 1914 bis 1924 war er Bürgermeister in Heppenheim.